# Богатский, Алексей Всеволодович
Алексей Всеволодович Богатский (25 августа 1929, Одесса — 19 декабря 1983, там же) — химик‑органик; ректор Одесского государственного университета (ныне — Одесский национальный университет имени И. И. Мечникова) (1970—1975), академик Академии наук УССР (с 1976); руководитель лаборатории и опытного завода Института общей и неорганической химии АН УССР в Одессе, председатель Южного научного центра АН УССР (1975), директор Физико-химического института АН УССР (1977); кандидат химических наук, доцент, доктор химических наук, профессор; Государственная премия СССР (1980), Государственная премия Украины (1991, посмертно).

## Биография
Родился 25 августа 1929 года в семье профессора Одесского государственного университета В. Д. Богатского. Отец и мать — химики. Среднее образование получил в одесской школе № 57 (1936—1946), за исключением периода Великой Отечественной войны, когда с родителями и коллективом университета находился в эвакуации. С 1946 до 1951 г. студент химического факультета ОГУ по специальности органическая химия.
В университете А. В. Богатский преподаёт с 1951 по 1983 год.
С 1951 по 1954 гг. А. В. Богатский — аспирант кафедры органической химии ОГУ.
В 1954 году защищает диссертацию на тему «Синтез и свойства стереоизомерных кротоновых кислот и их эфиров» для получения ученой степени кандидата химических наук.
В 1954—1957 годах работает в ОГУ ассистентом.
В 1955 ВАК СССР присуждает ему ученую степень кандидата химических наук.
В 1957—1958 годах — старший преподаватель, доцент (1958—1969).
В 1962 — учёное звание доцента.
В 1962—1970 годах — декан химического факультета.
В 1967 — диссертация на соискание ученой степени доктора химических наук на тему «Синтез некоторых алкоксисоединений на основе алкоксиалкилзамещённых малоновых и ацетоуксусных эфиров, ацетилацетонов и 1,3-диолов и изучение их стереохимии, свойств и превращений».
1968 — степень доктора химических наук и учёное звание профессора.
1968—1970 — проректор по учебной работе.
1970—1975 — ректор ОГУ.
За годы его ректорства постоянно повышался уровень университетской науки и учебно‑воспитательной работы факультетов и кафедр, налаживались связи с производством, улучшалось материально‑техническое обеспечение университета. С 1971 года по инициативе А. В. Богатского выходит первое в СССР специализированное издание «Вопросы стереохимии»
В 1975—1977 годах Богатский руководит лабораториями Института общей и неорганической химии АН УССР.
В 1976 избран действительным членом Академии наук УССР.
В 1977 — директор Физико-химического института АН УССР.
Был награждён тремя орденами Трудового Красного Знамени (1971, 1976, 1981), медалью им. С. И. Вавилова; лауреат премии им. Л. В. Писаржевского АН УССР, лауреат Государственной премии СССР (1980), лауреат Государственной премии Украины (1991, посмертно); заслуженный деятель науки УССР (1979).
Умер А. В. Богатский в Одессе 19 декабря 1983.
В 1984 году его имя присвоено Физико-химическому институту АН УССР.

## Научная деятельность
Научная деятельность А. В. Богатского была посвящена динамической стереохимии, конформационному анализу гетероциклов, химии физиологически активных веществ, химии макроциклов. В 1960—1968 гг. учёный изучал конфигурации и конформации гетероциклических систем типа оксетанов, 2,3-диоксане, 1,3-дитианов, 1, 3, 2-диоксафосфоринанов. Открыл каталитическую реакцию конденсации 1,3-гликолей с карбонильными соединениями и эфирами минеральных кислот, что приводит к большому набору разнообразных гетероциклов. Разработал методы синтеза и изучил структуру и комплексообразующие свойства макроциклических полиэфиров (краун эфиры) и полициклических аминополиефиров (криптандов). Совместно с сотрудниками получил (1974) и внедрил (с 1978) в производство первый оригинальный отечественный транквилизатор — феназепам.

## Труды
- Алкоксисоединения XVIII. Конфигурация и конформации некоторых 2,5-диалкид-5-алкоксиэтил-1,3-диоксанов / А. В. Богатский, Ю. Ю. Самитов, Н. Л. Гарковик // Журнал органической химии. — 1966. — Т. 2, вып. 8. — С. 1335—1345.
- Стан і перспективи розвитку наукових досліджень у галузі хімії психотропних препаратів / О. В. Богатьский // Вісник Академії наук УРСР. −1973. — № 2. — С. 12-21.
- Нові проблеми сучасної стереохімії / О. В. Богатський // Вісник Академії наук УРСР. — 1974. — № 12. — С. 16-28.
- Транквилизаторы. 1,4-Бенздиазепины и родственные структуры / А. В. Богатский, С. А. Андронати, Н. Я. Головенко. — Киев : Наук. думка, 1980. — 278 с.
- Progress in chemistry of synthetic macrocyclic complexones and their analogues / Proc. Indian Natn. Sci. Acad., A. — 1982. — Vol. 48, № 1. — P. 65-83.